# NWHL 2006/07
Die Saison 2006/07 war die neunte  und letzte Spielzeit der National Women’s Hockey League (NWHL), der höchsten kanadischen Spielklasse im Fraueneishockey zu dieser Zeit. Die Brampton Thunder besiegten im Meisterschaftsfinale die Montréal Axion und sicherten sich damit ihren vierten Meistertitel in der NWHL.

## Teilnehmer
An der NWHL nahmen in der Saison 2006/07 dieselben sieben Teams wie in der Vorsaison teil. Zunächst war vorgesehen, die Western Women’s Hockey League als West-Staffel der nun landesweiten, vereinten NWHL auszuspielen. Aufgrund von Unstimmigkeiten über das Playoff-Format zwischen den beiden Ligen wurden keine gemeinsamen Play-offs ausgespielt. 
Die Central Division bestand erneut aus den Mississauga Aeros, die aus Toronto nach Mississauga übersiedelt waren, den Brampton Thunder, Oakville Ice und den Etobicoke Dolphins (ehemals Durham Lightning). Hinzu kamen die Teilnehmer der Eastern Division, die Ottawa Raiders, Montréal Axion und die Avalanche du Québec.

## Reguläre Saison
Die reguläre Saison begann am 16. September 2006 und endete am 25. Februar 2007. Aufgrund fehlender Spielergebnisse kann keine vollständige Tabelle dargestellt werden. Die Mississauga Aeros belegten mindestens den zweiten Platz, während Jayna Hefford mit 39 Toren, 32 Torvorlagen und 71 Scorerpunkten beste Scorerin der Liga wurde.

### Eastern Division
| Pl. | Mannschaft       | Sp | S  | OTN | SON | N  | Punkte |
| --- | ---------------- | -- | -- | --- | --- | -- | ------ |
|     | Montréal Axion   | 36 | 20 | 0   | 0   | 12 | 40     |
| 2.  | Québec Avalanche | 36 | 6  | 2   | 2   | 24 | 16     |
| 3.  | Ottawa Raiders   | 36 | 7  | 0   | 1   | 28 | 15     |

Abkürzungen: Pl. = Platz, Sp = Spiele, S = Siege, OTN = Niederlagen nach Verlängerung (Overtime), SON = Niederlagen nach Penaltyschießen (Shootout), N = Niederlagen

Erläuterungen: Für die Play-offs qualifiziert

### Central Division
| Pl. | Mannschaft         | Sp | S  | OTN | SON | N  | Punkte |
| --- | ------------------ | -- | -- | --- | --- | -- | ------ |
|     | Mississauga Aeros  | 36 | 28 | 0   | 1   | 7  | 57     |
|     | Etobicoke Dolphins | 36 | 23 | 3   | 2   | 5  | 51     |
|     | Brampton Thunder   | 36 | 20 | 0   | 4   | 12 | 44     |
|     | Oakville Ice       | 36 | 17 | 1   | 2   | 15 | 37     |

Abkürzungen: Pl. = Platz, Sp = Spiele, S = Siege, OTN = Niederlagen nach Verlängerung (Overtime), SON = Niederlagen nach Penaltyschießen (Shootout), N = Niederlagen

Erläuterungen: Für die Play-offs qualifiziert

## Play-offs
Die verfügbaren Spielergebnisse sind unvollständig.

### Central Division
Halbfinale
|  | Etobicoke Dolphins | -:- (-:-, -:-, -:-) | Brampton Thunder | Centennial Arena, Etobicoke |

| 18. März 2007 | Brampton Thunder K. Kauth (53:08) J. Hefford K. Zamora | 3:0 (0:0, 0:0, 3:0) | Etobicoke Dolphins | Powerade Centre, Brampton |

| 25. März 2007 19:00 Uhr | Etobicoke Dolphins | 0:5 (-:-, -:-, -:-) Stand: 1:2 | Brampton Thunder S. McCutcheon L. Macri V. Sunohara J. Hefford K. Kauth | Centennial Arena, Etobicoke |

Central Division Finale
| 1. April | Brampton Thunder S. McCutcheon (55:49) C. Dosser (67:04) | 2:1 n. V. (0:0, 0:0, 1:1, 1:0) | Mississauga Aeros L. Perks (54:34) | Powerade Centre, Brampton |

| 12. April 19:00 Uhr | Mississauga Aeros J. Botterill | 1:2 n. P. Stand: 0:2 | Brampton Thunder J. Hefford L. Dupuis (PS) | Hershey Centre, Mississauga |

### NWHL Champions Cup
| 14. April 2007 19:30 Uhr | Montréal Axion | 0:4 | Brampton Thunder K. Zamora (2) K. Devereaux K. Kauth | Hershey Centre, Mississauga |